# Symfonie nr. 7 (Bruk)
Fridrich Bruk voltooide zijn Symfonie nr. 7 Kalevala in 2006. Het is niet bekend of het werk ooit in de concertzaal is uitgevoerd.

## Muziek
Bruk schoof aan bij een lange reeks met name Finse componisten, die inspiratie haalden uit het oerboek Kalevala. De meeste componisten deden dat op een rechtstreekse manier, Bruk keek meer naar wat de kunstenaar Akseli Gallen-Kallela heeft geschilderd uit die Kalevala. De symfonie brengt Sjostakovitsj-achtige korte melodielijnen, maar de samenhang lijkt te ontbreken. Voorts schreef Bruk toonsoorten voor uit de plaatselijke omgeving waar de Kalevala is ontstaan. Toch is er sprake van een symfonie, thema’s komen in latere delen terug en in deel 3 is alles ineen gesmeed. Voor het overige is de muziek vrij behoudend voor een 21e-eeuws werk.

### Delen
Er zijn drie delen:
1. Aino- Taru (mythe van Aino); Aino probeert zelfmoord te plegen, wordt tegengehouden maar loopt uiteindelijk het water in, ze verandert in een meermin.
2. Kullveron kirous (de eed van Kullervo); Kullervo, een slaaf, wordt gepest door zijn eigenaars, Kullervo wil wraak nemen door soldaat te worden, hij wikt en weegt, maar pleegt uiteindelijk zelfmoord;
3. Sammon ryöstö (diefstal van de Sampo); een groep dappere mannen haalt na een flinke veldslag de Sampo terug, die Louha gestolen had.

### Orkestratie
- 3 dwarsfluiten, 3 hobo’s, 3 klarinetten, 2 fagotten
- 4 hoorns, 2 trompetten, 3 trombones, 1 tuba
- 1 pauken, 2 man/vrouw percussie, piano, celesta
- violen, altviolen, celli, contrabassen

## Discografie
- Eigen uitgave van de componist: het Liepaja Symfonie Orkest (orkest uit Letland) o.l.v. Andres Mustonen (dirigent uit Estland) (2006)